# Les Crozets
Les Crozets là một xã trong vùng hành chính Franche-Comté, thuộc tỉnh Jura, quận Saint-Claude, tổng Moirans-en-Montagne. Tọa độ địa lý của xã là 46° 27' vĩ độ bắc, 05° 47' kinh độ đông. Les Crozets nằm trên độ cao trung bình là 830 mét trên mực nước biển, có điểm thấp nhất là 720 mét và điểm cao nhất là 1064 mét. Xã có diện tích 7.61 km², dân số vào thời điểm 2005 là 209 người; mật độ dân số là 27 người/km².

## Thông tin nhân khẩu
| 1954 | 1962 | 1968 | 1975 | 1982 | 1990 | 1999 |
| ---- | ---- | ---- | ---- | ---- | ---- | ---- |
| 199  | 195  | 205  | 210  | 193  | 188  | 202  |

## Địa điểm tham quan
Nhà thờ của Les Crozets được xây dựng trong thế kỉ thứ 19.